# Khamis Esmaeel
Khamis Esmaeel (sinh ngày 16 tháng 8 năm 1989) là một cầu thủ bóng đá người Các Tiểu vương quốc Ả Rập Thống nhất. Anh đá ở vị trí tiền vệ cho Al Wasl và Đội tuyển bóng đá quốc gia Các Tiểu vương quốc Ả Rập Thống nhất. Anh từng thi đấu tại Thế vận hội Mùa hè 2012.

## Sự nghiệp quốc tế

### Bàn thắng quốc tế
Bàn thắng cầu thủ ghi và tỉ số cuối cùng của đội tuyển Các Tiểu vương quốc Ả Rập Thống nhất.
| # | Ngày                | Địa điểm                                                                               | Đối thủ    | Bàn thắng | Tỉ số        | Giải                    |
| - | ------------------- | -------------------------------------------------------------------------------------- | ---------- | --------- | ------------ | ----------------------- |
| 1 | 21 tháng 1 năm 2019 | Sân vận động Thành phố Thể thao Zayed, Abu Dhabi, Các Tiểu vương quốc Ả Rập Thống nhất | Kyrgyzstan | 1–0       | 3–2 (s.h.p.) | Cúp bóng đá châu Á 2019 |

## Danh hiệu
Các Tiểu vương quốc Ả Rập Thống nhất
- Cúp bóng đá vịnh Ả Rập: 2013
- Hạng ba Cúp bóng đá châu Á: 2015